# Actinopus dioi
Actinopus dioi (лат.) — вид мигаломорфных пауков из семейства Actinopodidae. Бразилия (штат Пиауи: José de Freitas, União, Caracol; Токантинс: Ipueira; и штат Пара: São Geraldo do Araguaia). Назван в честь американского рок-музыканта Ронни Джеймса Дио, вокалиста группы Black Sabbath. Общая длина 9,5 мм; карапакс в длину 4,58 мм и в ширину 4,66 мм. Карапакс, хелицеры, стернум, бёдра, вертлуг, пателла, голени, метатарзус и лапки темно-коричневые. Брюшко серое. Хелицеры с 12 зубцами вдоль пролатерального ряда зубов. Самцы Actinopus dioi отличаются от таковых A. osbournei тем, что голени пальп светлее, чем другие части; менее заметной PA (paraembolic apophysis); тегулум длиннее; по всей длине эмболуса имеются выступы зубчатого участка.